# Sphaerion sladeni
Sphaerion sladeni är en skalbaggsart som beskrevs av Charles Joseph Gahan 1903. Sphaerion sladeni ingår i släktet Sphaerion och familjen långhorningar. Inga underarter finns listade i Catalogue of Life.